# Hamois
Hamois (in vallone Hamwè) è un comune belga di 4 579 abitanti situato nella provincia vallona di Namur.